# Pablo Alcolea
Pablo Alcolea Guerrero (Zaragoza, Aragón, Espanha, 26 de março de 1989), conhecido desportivamente como Alcolea, é um futebolista espanhol que joga em C. D. Toledo na Segunda Divisão B da Espanha. Se desempenha na posição de guarda-reta.